# Danh sách huấn luyện viên của Wolverhampton Wanderers F.C.
Bài viết này liệt kệ tất cả các huấn luyện viên và huấn luyện viên tạm quyền của Wolverhampton Wanderers Football Club kể từ khi thành lập vào năm 1877 đến hiện tại. Được phục vụ bởi 30 huấn luyện viên chính thức khác nhau xuyên suốt chiều dài lịch sử, ba phần tư trong số đó được sinh ra tại Vương quốc Anh với số còn lại gồm Ståle Solbakken (2012–13) - Na Uy, Walter Zenga (2016) - Ý, và bộ đôi Nuno Espírito Santo (2017–2021) and Bruno Lage (2021–nay) - Bồ Đào Nha, tới từ nước ngoài.
Từ 1877 đến 1922, Đội bóng được lựa chọn bởi một ủy ban với thư kí có quyền hạn ngang với huấn luyện viên ngày nay. Có hai thư kí trong giai đoạn đó, George Worrall và Jack Addenbrooke, người thứ hai hiện vẫn đang là người nắm quyền lâu nhất lịch sử đội bóng. Năm 1922, đội bóng phá vỡ truyền thống trên bằng việc bổ nhiệm George Jobey làm huấn luyện viên toàn thời gian của đội. 
Huấn luyện viên thành công nhất lịch sử đội bóng là Stan Cullis, người đá có ba chức vô địch Football League First Division, hai Cúp FA và một FA Charity/Community Shield và cũng là người đầu tiên đưa bóng đá châu lục về với câu lạc bộ trong 16 năm cầm quân từ 1948 đến 1964. Trước đó cũng từng là một cầu thủ nổi bật của đội, Cullis đã suýt chút nữa trở thành huấn luyện viên đầu tiên giành cú đúp danh hiệu trong lịch sử bóng đá Anh, khi mà Burnley đã đánh bại đội bóng đã vô địch cúp FA với chỉ một điểm nhiều hơn năm 1960.
Bill McGarry và John Barnwell là những huấn luyện viên duy nhất kể từ thời Cullis giành được những danh hiệu lớn, cả hai đều lên ngôi vô địch League Cup (năm 1974 và 1980, mỗi người). McGarry cũng là người đưa Wolves đến trận chung kết UEFA Cup 1972, màn trình diễn tốt nhất của đội bóng ở một giải đấu cấp độ châu lục.
Graham Turner giành ba chiếc cúp vô địch trong hai mùa giải ở cuối những năm 80, với hai lần thăng hạng liên tiếp (vô địch Hạng ba và Hạng tư) và Football League Trophy (giờ là EFL Trophy). Thành công của Turner đã giúp phần nào che đi sự xuống dốc thảm hại của đội bóng trong những năm giữa thập niên 80, ở thời điểm đó Wolves đã phải xuống hạng tới ba lần, dưới thời của ba huấn luyện viên khác nhau.
Dave Jones, Mick McCarthy và Nuno Espírito Santo đã đều đưa Wolves giành quyền thăng hạng lên Premier League. Jones giành chiến thắng trong trận play-off thăng hạng năm 2003, McCarthy và Espírito Santo đều đưa Wolves lên ngôi vô địch EFL Championship (người ở trước là mùa 2008–09 còn người ở sau là mùa 2017–18). Kenny Jackett cũng thành công đưa đội thăng hạng, bằng việc vô địch Football League One (nay là EFL League One) với số điểm kỉ lục 103 ở mùa giải 2013-14.

## Các huấn luyện viên
Thông tin chính xác cho đến cuối mùa giải 2024-24. Chỉ những trận đấu chính thức của đội một ở các giải đấu chính thức được tính.
| Tên                 | Quốc tịch   | Từ                   | Đến                  | ST    | T   | H   | B   | % Thắng1 | Danh hiệu |
| ------------------- | ----------- | -------------------- | -------------------- | ----- | --- | --- | --- | -------- | --- |
| George Worrall      | Anh         | tháng 8 năm 1877     | tháng 5 năm 1885     | 4     | 1   | 1   | 2   | 25,0     | |
| Jack Addenbrooke    | Anh         | tháng 8 năm 1885     | tháng 6 năm 1922     | 1.125 | 455 | 220 | 450 | 40,4     | Á quân cúp FA 1889 Vô địch cúp FA 1893 Á quân cúp FA 1896 Vô địch cúp FA 1908 Á quân cúp FA 1921 |
| George Jobey        | Anh         | tháng 6 năm 1922     | tháng 5 năm 1924     | 91    | 36  | 26  | 29  | 39,6     | Vô địch Hạng ba (N) 1923-24 |
| Albert Hoskins      | Anh         | tháng 6 năm 1924     | tháng 3 năm 1926     | 78    | 34  | 13  | 31  | 43,6     | |
| Fred Scotchbrook    | Anh         | tháng 3 năm 1926     | tháng 6 năm 1927     | 57    | 24  | 9   | 24  | 42,1     | |
| Major Frank Buckley | Anh         | tháng 7 năm 1927     | tháng 3 năm 1944     | 681   | 281 | 136 | 264 | 41,3     | Vô địch hạng hai 1931-32 Á quân Hạng nhất 1937-38 Á quân hạng nhất 1938-39 Á quân cúp FA 1939 Vô địch War Cup 1942 |
| Ted Vizard          | Wales       | tháng 4 năm 1944     | tháng 5 năm 1948     | 178   | 87  | 40  | 51  | 48,9     | |
| Stan Cullis         | Anh         | tháng 6 năm 1948     | tháng 9 năm 1964     | 748   | 350 | 171 | 227 | 46,8     | Vô địch cúp FA 1949 Á quân Hạng nhất 1949-50 Vô địch hạng nhất 1953-54 Á quân hạng nhất 1954-55 Vô địch hạng nhất 1957-58 Vô địch hạng nhất 1958-59 Á quân hạng nhất 1959-60 Vô địch FA Charity Shield 1959 Vô địch cúp FA 1960 |
| Andy Beattie        | Scotland    | tháng 11 năm 1964    | tháng 9 năm 1965     | 44    | 19  | 7   | 18  | 43,2     | |
| Ronnie Allen        | Anh         | tháng 9 năm 1965     | tháng 11 năm 1968    | 150   | 66  | 35  | 49  | 44,0     | Á quân Hạng hai 1966-67 |
| Bill McGarry        | Anh         | tháng 11 năm 1968    | tháng 5 năm 1976     | 398   | 153 | 110 | 135 | 38,4     | Vô địch Texaco Cup 1971 Á quân UEFA Cup 1972 Vô địch League Cup 1974 |
| Sammy Chung         | Anh         | tháng 6 năm 1976     | tháng 11 năm 1978    | 108   | 41  | 27  | 40  | 38,0     | Vô địch Hạng nhất 1976-77 |
| John Barnwell       | Anh         | tháng 11 năm 1978    | tháng 1 năm 1982     | 166   | 64  | 40  | 62  | 38,6     | Vô địch League Cup 1980 |
| Ian Greaves         | Anh         | tháng 2 năm 1982     | tháng 8 năm 1982     | 20    | 5   | 6   | 9   | 25,0     | |
| Graham Hawkins      | Anh         | tháng 8 năm 1982     | tháng 4 năm 1984     | 90    | 26  | 28  | 36  | 28,9     | Á quân Hạng hai 1982-83 |
| Tommy Docherty      | Scotland    | tháng 6 năm 1984     | tháng 7 năm 1985     | 48    | 9   | 12  | 27  | 18,8     | |
| Bill McGarry        | Anh         | tháng 9 năm 1985     | tháng 11 năm 1985    | 12    | 2   | 3   | 7   | 16,7     | |
| Sammy Chapman       | Bắc Ireland | tháng 11 năm 1985    | tháng 8 năm 1986     | 33    | 8   | 9   | 16  | 24,2     | |
| Graham Turner       | Anh         | tháng 10 năm 1986    | tháng 3 năm 1994     | 412   | 179 | 109 | 124 | 43,4     | Vô địch Hạng tư 1987-88 Vô địch Football League Trophy 1988 Vô địch Hạng ba 1988-89 |
| Graham Taylor       | Anh         | tháng 3 năm 1994     | tháng 11 năm 1995    | 91    | 36  | 29  | 26  | 39,6     | |
| Mark McGhee         | Scotland    | tháng 12 năm 1995    | tháng 11 năm 1998    | 159   | 65  | 39  | 55  | 40,9     | |
| Colin Lee           | Anh         | tháng 11 năm 1998    | tháng 12 năm 2000    | 111   | 44  | 33  | 34  | 39,6     | |
| Dave Jones          | Anh         | tháng 1 năm 2001     | tháng 11 năm 2004    | 187   | 75  | 52  | 60  | 40,1     | Chiến thắng trận play-off thăng hạng 2003 |
| Glenn Hoddle        | Anh         | tháng 12 năm 2004    | tháng 7 năm 2006     | 76    | 27  | 34  | 15  | 35,5     | |
| Mick McCarthy       | Ireland     | tháng 7 năm 2006     | tháng 2 năm 2012     | 270   | 104 | 66  | 100 | 38,5     | Vô địch Football League Championship 2008-09 |
| Terry Connor        | Anh         | tháng 2 năm 2012     | tháng 6 năm 2012     | 13    | 0   | 4   | 9   | 0,0      | |
| Ståle Solbakken     | Na Uy       | 1 tháng 7 năm 2012   | 6 tháng 1 năm 2013   | 30    | 10  | 5   | 15  | 33,3     | |
| Dean Saunders       | Wales       | 7 tháng 1 năm 2013   | 7 tháng 5 năm 2013   | 20    | 5   | 5   | 10  | 25,0     | |
| Kenny Jackett       | Wales       | 1 tháng 6 năm 2013   | 29 tháng 7 năm 2016  | 150   | 69  | 43  | 38  | 46,0     | Vô địch League One 2013-14 |
| Walter Zenga        | Ý           | 30 tháng 7 năm 2016  | 25 tháng 10 năm 2016 | 17    | 6   | 4   | 7   | 35,3     | |
| Paul Lambert        | Scotland    | 5 tháng 11 năm 2016  | 30 tháng 5 năm 2017  | 33    | 14  | 5   | 14  | 42,4     | |
| Nuno Espírito Santo | Bồ Đào Nha  | 31 tháng 5 năm 2017  | 1 tháng 6 năm 2021   | 199   | 95  | 49  | 55  | 47,7     | Vô địch EFL Championship 2017-18 |
| Bruno Lage          | Bồ Đào Nha  | 9 tháng 6 năm 2021   | 2 tháng 10 năm 2022  | 51    | 19  | 10  | 22  | 37,2     | |
| Julen Lopetegui     | Tây Ban Nha | 14 tháng 11 năm 2022 | Nay                  | 11    | 5   | 3   | 3   | 45,4     | |

Ghi chú: Phần trăm tỉ lệ thắng được làm tròn đến một chữ số thập phân.